# Tropas del espacio
Tropas del espacio (Starship Troopers, en inglés) es una novela de ciencia ficción militar escrita por el estadounidense Robert A. Heinlein. Redactada en unas pocas semanas como reacción a la suspensión de las pruebas nucleares por parte de los Estados Unidos, la historia se publicó por primera vez como una serie de dos partes en The Magazine of Fantasy & Science Fiction, con el nombre Starship Soldier, y más tarde la editorial G. P. Putnam's Sons la lanzó en formato libro en diciembre de 1959.
La historia se sitúa en una sociedad futura dirigida por un gobierno interestelar humano dominado por una élite militar, la Federación Terrana. La narración, en primera persona, sigue al protagonista, Juan «Johnny» Rico, a través de su servicio militar en la Infantería Móvil. Progresa de recluta a oficial en el contexto de una guerra interestelar entre humanos y una especie alienígena conocida como arácnidos o «bichos». Intercaladas con la trama principal, existen escenas que ocurren en la escuela en las que Rico y otros discuten sobre cuestiones filosóficas y morales, además de aspectos como el sufragio, el civismo, la delincuencia juvenil y la guerra; estos debates han sido considerados una exposición de los puntos de vista políticos de Heinlein. Tropas del espacio ha sido asociada con la tradición del militarismo en la ciencia ficción estadounidense, y establece paralelos entre el conflicto entre los humanos y los «bichos» con la Guerra Fría. La obra también está incluida en el género de novela de aprendizaje y critica a la sociedad estadounidense de la década de 1950, con la premisa de que la falta de disciplina ha llevado a un declive moral, por lo que se aboga por el castigo corporal y la pena capital.
Tropas del espacio puso fin a la serie de novelas juveniles de Heinlein. Se convirtió en uno de sus libros más vendidos y es considerado su trabajo más conocido. Ganó un premio Hugo a la mejor novela en 1960, y recibió elogios de los críticos por sus escenas de entrenamiento y combate, así como por su visualización de un futuro militar. La novela también se volvió enormemente controvertida debido a las opiniones políticas que parecía apoyar. Los críticos desaprobaron la exaltación intencional de los militares en el libro, un aspecto descrito como propaganda y comparado con el reclutamiento. La ideología del militarismo y el hecho de que solo los soldados veteranos tuvieran derecho a voto en la sociedad ficticia de la novela llevaron a que se la describiera con frecuencia como fascista. Otros no estuvieron de acuerdo, con el argumento de que Heinlein solo exploraba la idea de limitar el derecho al voto a un determinado grupo de personas.
A pesar de la controversia, Tropas del espacio tuvo una gran influencia tanto dentro como fuera de la ciencia ficción. A la novela se le atribuye la popularización de la idea de la armadura motorizada, que desde entonces se ha convertido en una característica recurrente en los libros y películas de ciencia ficción, así como en objeto de investigación científica. La descripción de Heinlein de un ejército futurista también fue influyente. Algunas obras de ciencia ficción posteriores, como la novela pacifista de Joe Haldeman, La guerra interminable (1974), han sido vistas como una reacción a Tropas del espacio. La historia fue adaptada varias veces, incluso en una película de 1997, dirigida por Paul Verhoeven y con guion de Edward Neumeier, que buscaba satirizar lo que el director veía como los aspectos fascistas de la novela.

## Redacción y publicación

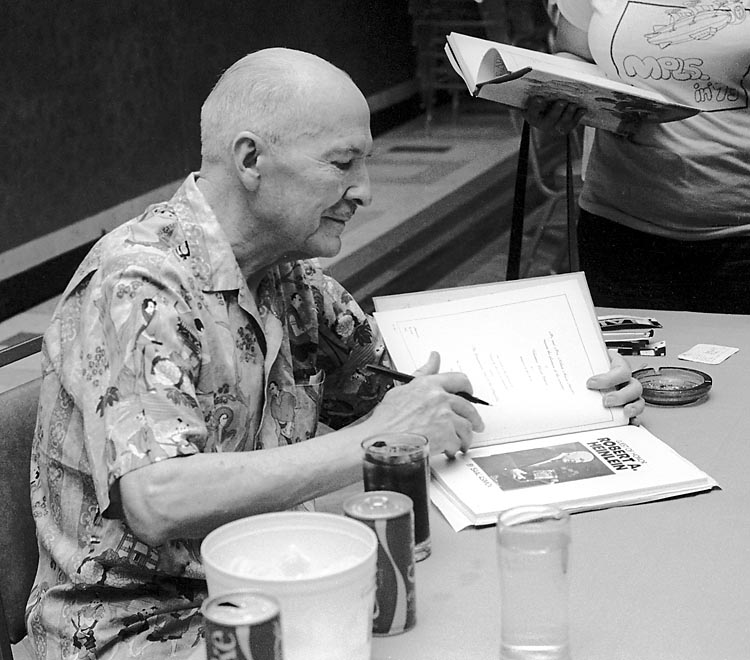
Robert A. Heinlein en la Worldcon de 1976.

Robert Heinlein es uno de los autores de ciencia ficción que más vendieron en las décadas de 1940 y 1950, junto con Isaac Asimov y Arthur C. Clarke; se los llamó los «tres grandes» que dominaron la ciencia ficción estadounidense. A diferencia de los demás, Heinlein apoyó firmemente en sus escritos el sentimiento anticomunista presente en tiempos de la Guerra Fría. Después de graduarse en la Academia Naval en 1929, Heinlein pasó a la Armada de los Estados Unidos, donde permaneció cinco años. Su experiencia en el ejército influyó profundamente en su ficción. En algún momento entre 1958 y 1959 dejó de lado la novela que posteriormente se convertiría en Forastero en tierra extraña y escribió Starship Troopers. Su motivación surgió en parte por su enojo ante la decisión del presidente estadounidense Dwight Eisenhower de suspender los ensayos nucleares y las pruebas soviéticas que ocurrieron poco después. En la colección Expanded Universe (1980), el autor afirmó que la publicación de un anuncio en un periódico por parte de la organización National Committee for a Sane Nuclear Policy (SANE) el 5 de abril de 1958, en el que pedía una suspensión unilateral de las pruebas de armas nucleares por parte de Estados Unidos, despertó su deseo de escribir Starship Troopers. Él y su esposa Virginia escribieron el ensayo Who Are the Heirs of Patrick Henry? como un intento de solicitar apoyo para el programa de pruebas nucleares de Estados Unidos. Declaró que usó la novela como una forma de aclarar sus puntos de vista militares y políticos.
Tardó en escribir Starship Troopers unas pocas semanas, como acostumbraba hacer con otros libros. Originalmente Starship Troopers se pensó como una novela juvenil para la editorial Charles Scribner's Sons, de Nueva York. Aunque había tenido éxito anteriormente con la misma casa y formato, le rechazaron el manuscrito, lo que llevó a finalizar a su asociación con la editorial y reanudar la escritura de libros con temas para adultos. Varios estudiosos como David N. Samuelson y Brian Crim han sugerido que el rechazo de Scribner se basó en objeciones ideológicas al contenido de la novela, en particular su tratamiento del conflicto militar.
La revista estadounidense The Magazine of Fantasy & Science Fiction publicó por primera vez Starship Troopers en octubre y noviembre de 1959 como una de las dos partes de la serie titulada Starship Soldier. El editor de Putnam's, Peter Israel, compró el manuscrito y aprobó las revisiones que lo hicieron ser un éxito comercial entre el público adulto. Cuando se le preguntó si estaba dirigido a niños o mayores, dijo en una conferencia de ventas: «Dejemos que los lectores decidan a quién le gusta». Finalmente, GP Putnam's Sons publicó la novela en diciembre de 1959, en un libro de 309 páginas. La primera traducción al español del libro la realizó Jesús de la Torre Roldán, publicado en 1968 por la editorial Ediciones Géminis, con sede en Barcelona (España), y con el título Tropas del espacio. En los años posteriores se lanzaron otras adaptaciones al español traducidas por Amparo García Burgos y Ester Mendía Picazo para las editoriales Ediciones Dronte Argentina, Ediciones Martínez Roca, Ediciones Orbis, Hyspamerica Ediciones Argentina, Edisan, Ediciones B y La Factoría de Ideas.

## Mundo ficcional

### Ambientación
Aproximadamente 700 años a partir de 1959, la humanidad está gobernada por la Federación Terrana, una forma de gobierno mundial dominada por una élite militar. La sociedad, descrita como rica, cuenta con una tecnología próspera y futurista que coexiste con los métodos educativos del siglo xx. Los derechos de un ciudadano pleno —votar y ocupar cargos públicos— no están garantizados universalmente, pero pueden ganarse a través del Servicio Federal. Quienes no realizan este oficio, que suele tomar la forma de servicio militar, conservan los derechos de libertad de expresión y reunión, mas no pueden votar ni ocupar cargos públicos. Se permite alistarse a personas de ambos sexos mayores de 18 años. Los que se van antes de completar su servicio no reciben el derecho a voto. Los trabajos importantes del gobierno están reservados para los veteranos del Servicio Federal. Esta estructura surgió después del colapso de las democracias occidentales del siglo xx, impulsada en parte por la imposibilidad de controlar el crimen y la delincuencia juvenil, así como una guerra entre una alianza de los Estados Unidos, el Reino Unido y Rusia contra la «hegemonía china».
También se representan dos civilizaciones extraterrestres. Los «pseudo-arácnidos» o «bichos» («pseudo-arachnids» y «bugs», en el original) se muestran como seres comunales nativos del planeta Klendathu. Tienen múltiples castas: trabajadores, guerreros, cerebros y reinas, similares a las hormigas y las termitas. Los guerreros son los únicos que luchan y no pueden rendirse en la batalla. Se da a entender que los «bichos» son tecnológicamente avanzados y poseen vehículos como naves espaciales. La otra civilización, los «flacuchos», («skinnies») se describe como menos comunitaria que los arácnidos, pero más que los seres humanos. Los eventos de la novela tienen lugar durante una guerra interestelar entre la Federación Terrana y los arácnidos. Al comienzo de la historia, la Tierra no está en guerra, pero surge un conflicto cuando Rico finaliza su entrenamiento. Los «flacuchos» son inicialmente aliados de los «pseudo-arácnidos», pero se asocian con los humanos a mitad de la novela. Los viajes más rápidos que la luz existen en este futuro; las naves espaciales operan bajo el «motor Cherenkov».
La novela está narrada por el protagonista, Juan «Johnny» Rico, quien es miembro de la Infantería Móvil. Es una de las pocas novelas de Heinlein que intercala su estructura narrativa lineal típica con una serie de retrospecciones. Estas analepsis son frecuentes en la asignatura «Historia y Filosofía Moral», impartida en su escuela y en la que el maestro analiza la estructura de su sociedad. Rico es representado como un hombre de ascendencia filipina, aunque ha habido desacuerdos sobre este tema entre la audiencia. Proviene de una familia adinerada, cuyos miembros nunca habían servido en el ejército. Su procedencia se describe como algo sin importancia; la sociedad en la que vive parece haber abandonado los prejuicios de clase.

### Argumento
La trama comienza con el protagonista a bordo de la nave Rodger Young (en honor al militar Rodger Wilton Young, quien recibió una Medalla de Honor), como miembro del pelotón conocido por el nombre Rudos de Rasczak. La unidad realiza una incursión contra una colonia planetaria en poder de los «flacuchos». La irrupción es relativamente breve; el pelotón aterriza en el planeta, destruye sus objetivos y se retira, con solo dos bajas. Uno de los fallecidos es Dizzy Flores, quien pierde la vida a regresar a la órbita. La narración luego se remonta a la graduación de Rico en la escuela secundaria. Este y su mejor amigo, Carl, consideran unirse al Servicio Federal después de graduarse; tiene dudas, en parte debido a la actitud de su padre hacia los militares. A pesar de ello, toma su decisión después de descubrir que su compañera Carmen Ibáñez también tiene la intención de alistarse.

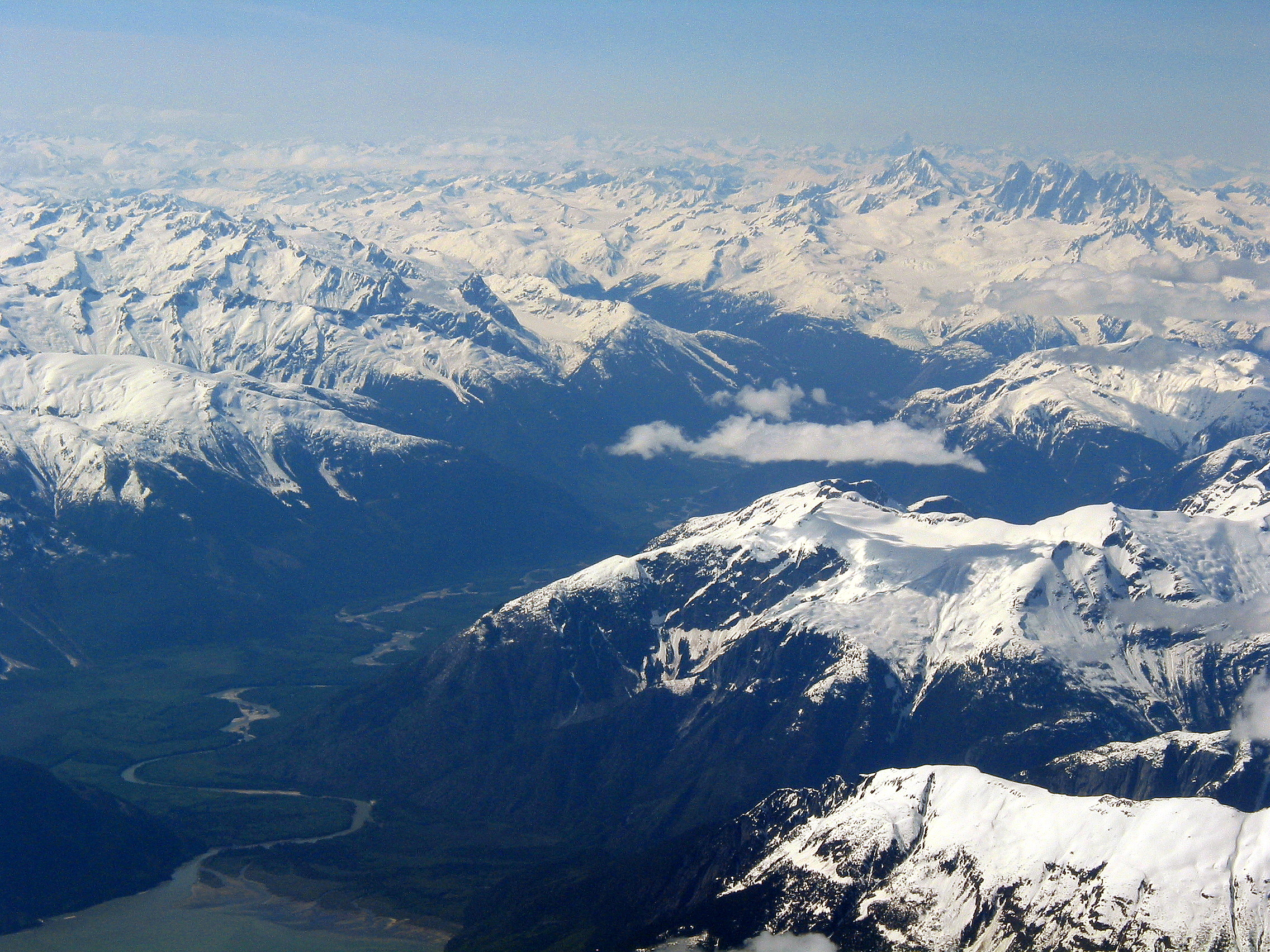
El monte Waddington, en las Montañas Rocosas de Canadá, cerca del sitio en el que Rico es preparado.

Sus padres toman a mal su decisión, por lo que él se va con una sensación de distanciamiento. Se lo asigna a la Infantería Móvil y se traslada al Campamento Arthur Currie (llamado así en referencia al general canadiense Arthur Currie, quien participó en la Primera Guerra Mundial), situado en la pradera de Canadá, para ser entrenado por el sargento Charles Zim. Rico recibe entrenamiento de combate de todo tipo, incluidas peleas simuladas con trajes blindados. Un compañero recluta es sometido a un consejo de guerra, azotado y despedido por golpear al comandante de su compañía. Jean V. Dubois, quien era profesor de Rico, le envía una carta en la que revela que él mismo es un veterano de la Infantería Móvil; la misiva le ayuda a mantenerse lo suficientemente motivado como para no renunciar. Recibe cinco latigazos por disparar un cohete durante un simulacro al no verificar si en la zona de explosión había soldados, lo que podría haber resultado en la muerte de alguien. Otro recluta, que asesinó a una niña después de desertar del ejército, es ahorcado por su batallón tras ser arrestado por la policía civil. Finalmente, después de una preparación adicional en otro campamento cerca de Vancouver, entre las montañas Good Hope y Waddington, el protagonista se gradúa con otros 187 compañeros, de los más de dos mil que habían comenzado a entrenar en ese regimiento.
Durante el entrenamiento de Rico, la «guerra de los insectos» pasa a ser un conflicto a gran escala. Un ataque de arácnidos aniquila la ciudad de Buenos Aires y alerta a la población civil; la madre del joven muere en el asalto. Rico participa en la Batalla de Klendathu, un ataque al mundo natal de los arácnidos que termina en una derrota desastrosa para la Federación Terrana. Su nave —una Valley Forge— es destruida y su unidad diezmada; es reasignado a los Rudos de Rasczak a bordo de la Rodger Young, dirigida por el teniente Rasczak y el sargento Jelal. La división lleva a cabo varias redadas, y Rico es ascendido a cabo por Jelal, después de que Rasczak muere en combate. Un compañero sugiere que vaya a la escuela de formación de oficiales; este termina yendo a ver a Jelal, que ya tenía el papeleo listo. Rico ingresa en una escuela de candidatos a oficiales para un segundo curso de capacitación. Entremedias, se encuentra y reconcilia con su padre, que también se ha alistado y es cabo. Asimismo, Carmen —ya convertida en alférez y oficial de una nave de la Armada— va a visitarlo y ambos hablan de Carl, quien había sido asesinado.
Como prueba final del curso, Rico recibe el encargo de un teniente: un puesto en una unidad de combate. Bajo la tutela del capitán Blackstone, y con la ayuda del sargento de su unidad, el instructor de entrenamiento y el sargento de flota Zim, comanda un pelotón durante la «Operación Realeza». Esta tiene el objetivo de capturar miembros de la casta de cerebros arácnidos y reinas. Después de esto, el protagonista regresa a la escuela de oficiales para graduarse. Al término de la novela, Rico ocupa el rango de segundo teniente, al mando de su antiguo pelotón en la Rodger Young, con su padre como sargento de su unidad. El pelotón es rebautizado como «Rudos de Rico» y está a punto de participar en un ataque a Klendathu.

## Temas
Los críticos han coincidido en que Tropas del espacio no es una novela que se centre sobre la trama, a pesar de que contiene escenas de combate militar. Al contrario, gran parte de la novela se dedica a la discusión de ideas, particularmente sobre los puntos de vista políticos, una característica recurrente del autor. El académico Jeffrey Cass describió al libro como «ideológicamente intenso». Por su parte, una reseña publicada en Salon.com por Ian Shoales, en 1997, clasificó a la obra como una «novela filosófica». Los críticos han debatido hasta qué punto promueve las opiniones políticas de Heinlein. Algunos sostienen que mantiene un tono de ironía que permite a los lectores sacar sus propias conclusiones; otros argumentan que Heinlein predica a lo largo del libro y que su propósito es exponer la filosofía militarista del autor.

### Militarismo

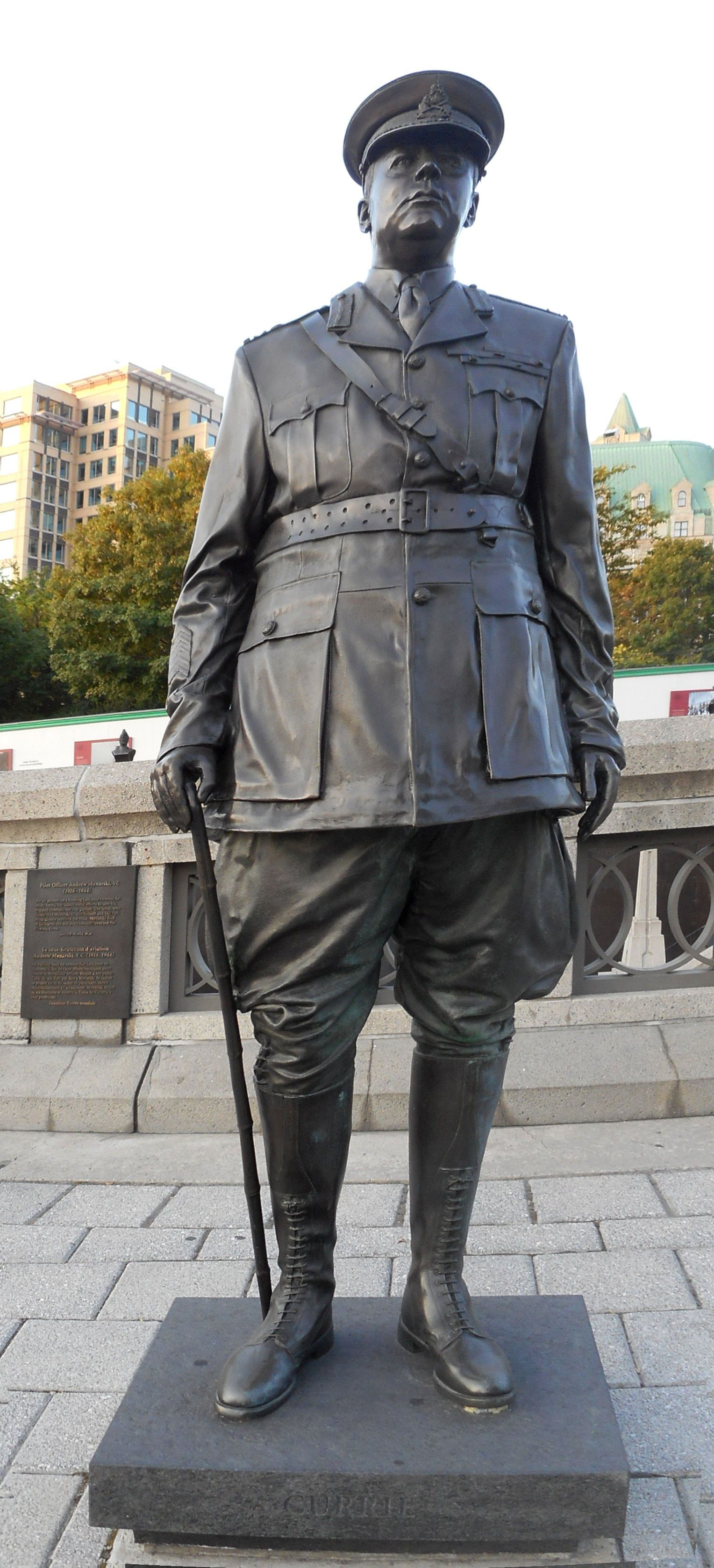
Estatua del militar Arthur Currie. Heinlein da su nombre a un campo de entrenamiento en la novela.

Tropas del espacio ha sido identificada como parte de una tradición en la ciencia ficción estadounidense que asume que los conflictos violentos y la militarización de la sociedad son inevitables y necesarios. Aunque la Infantería Móvil, la unidad a la que está asignado Rico, es vista como un puesto humilde por los personajes de la historia, la novela en sí sugiere que es el corazón del ejército y su unidad más honorable. En un comentario escrito en 1980, Heinlein estuvo de acuerdo en que Tropas del espacio «ensalza a los militares [...] específicamente a la PBI,  la Poor Bloody Infantry, el pie de barro que coloca su frágil cuerpo entre su amada casa y la desolación de la guerra, pero rara vez es apreciada. Tiene el trabajo más difícil de todos y debe ser honrada». La historia se basa en la teoría del darwinismo social, como una lucha por la supervivencia basada en la fuerza militar. Sugiere que algunas disputas deben resolverse por la fuerza; una de las lecciones que se le enseña a Rico en repetidas ocasiones es que la violencia puede ser un método eficaz para resolver los conflictos. Estas proposiciones derivan en parte de la opinión de Heinlein de que en la década de 1950 el gobierno de Estados Unidos era muy conciliador en sus tratos con la China comunista y la Unión Soviética.
En la novela, Heinlein establece una analogía entre la sociedad humana ficcional, que está en una buena posición, pero necesita estar atenta a la amenaza imperialista de los arácnidos, y la sociedad estadounidense de la década de 1950. Los críticos han sugerido que los arácnidos son el análogo de Heinlein para los comunistas. La evidencia para respaldar esto incluyen la naturaleza comunitaria de los arácnidos, lo que los hace capaces de un grado de coordinación mucho más alto que el de los humanos. La sociedad de los insectos se describe explícitamente como comunista por naturaleza, y según el redactor Luis Reséndiez, de Este País, el autor reflejó su visión de la ideología: «Carentes de voluntad individual y pensamiento independiente, estas chinches representaban la versión última del comunista descerebrado, fanático, borrego vil»; esto se ha interpretado como que aquellos con una ideología política diferente son análogos a seres extraterrestres. Por otro lado, durante la guerra están presentes motivos relacionados con el patriotismo y el sacrificio personal, al igual que otros aspectos de la cultura popular estadounidense de la década de 1950. El académico Jamie King ha argumentado que la descripción que hace Heinlein de los extraterrestres, además de ser una referencia a las personas de los países comunistas, invoca el tropo del regreso a la frontera. El concepto de frontera incluye un argumento del darwinismo social; la lucha constante por la supervivencia, incluso a expensas de los pueblos indígenas o, en el caso de Tropas del espacio, de los extraterrestres. Heinlein sugiere que sin una expansión territorial que implique la conquista violenta de otras razas, los humanos serían destruidos. King ha declarado que Heinlein no aborda la cuestión de qué harían el gobierno militar y el Servicio Federal en tiempos de paz, y argumenta que Heinlein creó una sociedad diseñada para estar continuamente en guerra y para seguir expandiendo su territorio.
La dedicatoria del libro está dirigida a un soldado, el suboficial Arthur George Smith: «Al “jugoso” Arthur George Smith, soldado, ciudadano, hombre de ciencia, y a todos los ayudantes de todos los tiempos que trabajaron para convertir a los jóvenes en hombres». Además, la última frase del libro es: «Para la eterna gloria de la infantería».

### Iniciación
Tropas del espacio ha sido identificada como una novela de aprendizaje, ya que se observa la maduración de Rico a través de su mandato en la infantería. Su formación, tanto en el campo de entrenamiento como en la escuela de candidatos a oficiales, implica aprender el valor del militarismo. Esto es especialmente cierto en las partes de que su instrucción involucra adoctrinamiento, prueba de esto es la afirmación que hace uno de sus instructores, quien dice que un gobierno formado por veteranos militares es la forma ideal de mando, pues solo ellos entienden cómo poner el bienestar colectivo por encima del individuo. La historia sigue la transformación de Rico de un niño a un soldado, mientras explora cuestiones de identidad y motivación. También se muestra su desarrollo moral y social, los que los críticos han encontrado similar a muchas historias sobre soldados alemanes en la Primera Guerra Mundial. La transformación de Rico se ha comparado con la narrativa de H. Bruce Franklin al escribir sobre temas militares; este autor relata la vida de un civil descuidado e inepto que es puesto en forma por oficiales duros, cuyo entrenamiento es un «calculado sadismo», aunque se describe como fundamentalmente bueno.
La carta que Dubois entrega a Rico aparece como un punto de inflexión en su desarrollo. Las enseñanzas que recibe en la escuela son trascedentes en la historia, pues sirven para explicar sus propias aventuras y explicar sus reacciones a los eventos que suceden a su alrededor. Un ejemplo notable es la ejecución que Rico se ve obligado a presenciar después de que un desertor de su unidad asesinó a una joven; Rico no está seguro de su propia reacción hasta que recuerda una conferencia de Dubois en la que este último sostiene que el «sentido moral» deriva enteramente de la voluntad de sobrevivir. El concepto de frontera estadounidense también está relacionado con el tema de la madurez. Los jóvenes protagonistas de las novelas de Heinlein alcanzan la edad adulta al enfrentarse a un «desierto» hostil en el espacio; la mayoría de edad en un contexto militar y alienígena es un tema común en las obras anteriores del autor. La madurez de Rico también se ha relacionado con la conexión que tiene con su padre; el viaje «hacia afuera» a través de la novela también contiene una búsqueda de la infancia de Rico y un reencuentro con su padre separado.

### Decadencia moral
La novela critica la sociedad estadounidense de la década de 1950, y sugiere que había llevado a los jóvenes a ser malcriados e indisciplinados. Estas creencias se expresan a través de las conferencias en el aula de Dubois, quien elogia la flagelación y otros tipos de castigo corporal como medio para abordar los delitos juveniles. Se ha especulado que Heinlein apoyó este punto de vista, aunque el hecho de que Dubois también compare la crianza de los hijos con el adiestramiento de un cachorro se ha utilizado para argumentar que Heinlein estaba haciendo uso de la ironía. La historia está fuertemente a favor del castigo físico y la pena capital como un medio para corregir a los delincuentes juveniles. Parte de una tendencia en la ciencia ficción que examina la tecnología y el espacio exterior de una manera innovadora, pero es reaccionaria con respecto a las relaciones humanas. Como ocurre con otros libros de Heinlein, se denigran las escuelas tradicionales, mientras se ensalza el aprendizaje «sobre el terreno»; Rico es capaz de dominar las cuestiones que se le requieren en el entrenamiento militar sin dificultades indebidas.
Dubois también ridiculiza la idea de derechos inalienables como la vida, la libertad y la búsqueda de la felicidad, con el argumento de que las personas solo los tienen si están dispuestos a luchar y morir por ellos. La novela apela a la autoridad científica para justificar esta posición; Dubois afirma repetidamente que su argumento es matemáticamente demostrable, declaraciones que han llevado que la novela haya sido etiquetada como «ciencia ficción dura», a pesar de sus temas sociales y políticos. El «declive moral» causado por esta situación se escenifica con una guerra global entre una alianza de Estados Unidos, Gran Bretaña y Rusia contra la «hegemonía china» en el año 1987. A pesar de la alianza entre Estados Unidos y Rusia, el conflicto ha sido calificado como una demostración de las creencias anticomunistas de Heinlein, que veía «enjambres de hordas» de chinos como una amenaza mayor. La novela establece algunas comparaciones entre los chinos y los arácnidos, y sugiere que las lecciones de una guerra podrían aplicarse a la otra.

## Recepción
Para sorpresa de Heinlein, Tropas del espacio ganó el premio Hugo a la mejor novela en 1960. Ha sido reconocida como una de las obras de ciencia ficción más famosas e influyentes de la historia. También se trató de un hito personal para Heinlein, pues se convirtió en uno de sus libros más vendidos y conocidos. Se ha descrito que la novela marca la transición de Heinlein de escribir ficción juvenil a una «fase más madura» como autor. Al revisar el libro junto con otros escritos para niños, Floyd C. Gale, de Galaxy Science Fiction, mencionó: «Heinlein ha escrito una obra juvenil que realmente no lo es. Este es un Heinlein nuevo, amargado y desilusionado». Calificó la novela con 2.5 estrellas de cinco para categoría juvenil y 4.5 para la adulta, con la nota de que es «de un interés excepcional para los veteranos con experiencia en batallas [...] pero los jóvenes la encontrarán melancólica y ampulosa». Por el contrario, Michael Moorcock la describió como la última ciencia ficción «pura» de Heinlein, antes de dedicarse a escritos más serios como Forastero en tierra extraña.
En 1980, veinte años después de su lanzamiento, Tropas del espacio se había traducido a once idiomas y todavía se estaba vendiendo en grandes cantidades. Sin embargo, Heinlein se quejó de que, a pesar de este éxito, casi todo el correo que recibió al respecto era negativo y solo se enteraba cuando «alguien quería regañarle». La controversia en cuanto a su estilo militar y la aprobación de la violencia han hecho que sea descrita como fascista; su implicación de que el militarismo es superior a la democracia tradicional también ha generado controversia. Los colegas de Heinlein también discutían sobre el libro. Una comparación entre una cita en Tropas del espacio de que «el destino más noble que puede soportar un hombre es colocar su propio cuerpo mortal entre su amada casa y la desolación de la guerra» y el poema pacifista «Dulce et Decorum Est», de Wilfred Owen, comenzó una discusión de dos años (de 1959 a 1961) en Procedimientos de Instituto para Estudios del Siglo xxi. En ella participaron James Blish, Poul Anderson, Philip José Farmer, John Brunner, Brian Aldiss y Anthony Boucher entre quienes debatían la calidad filosófica, moral y el nivel de escritura de la novela.

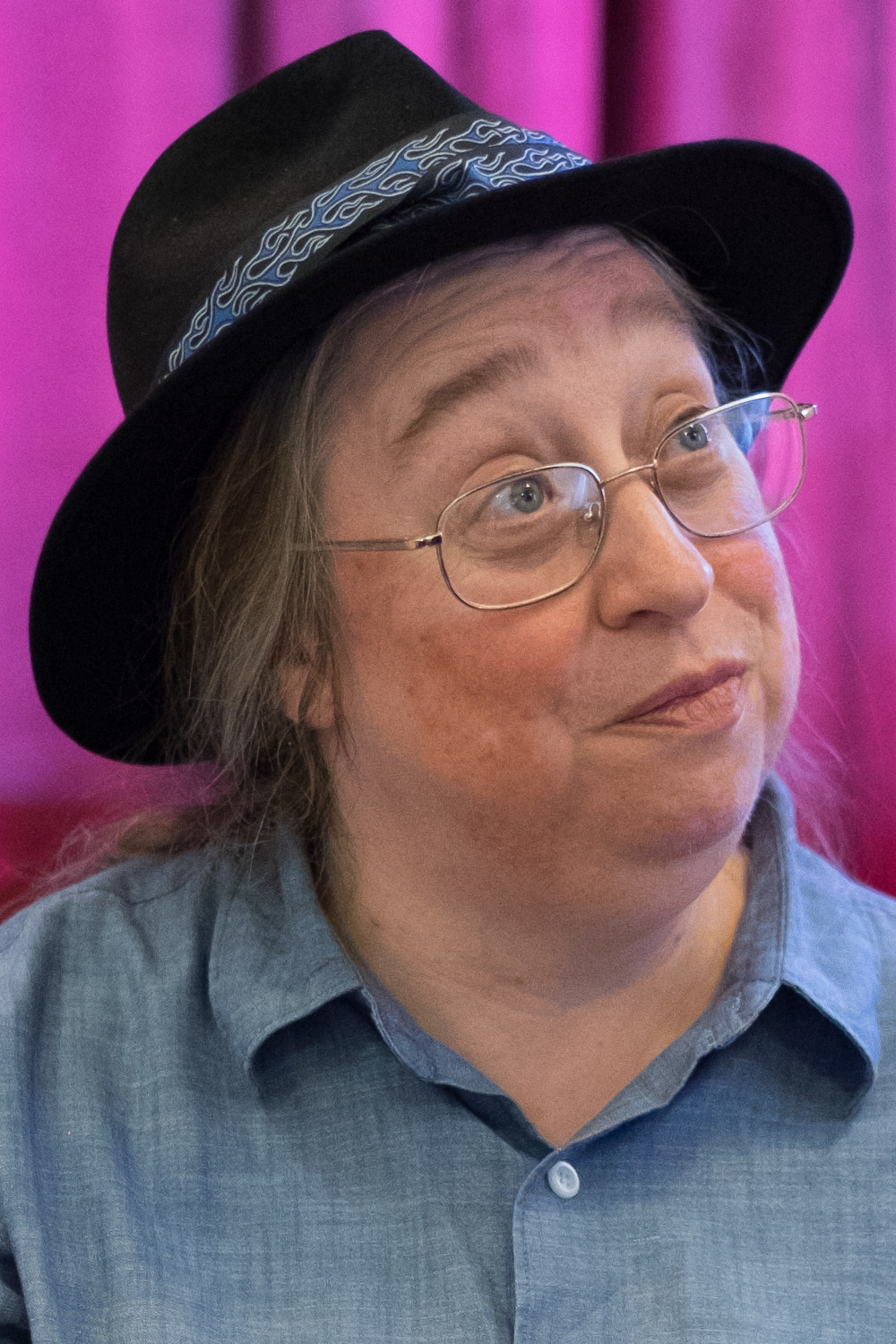
La escritora Jo Walton elogió la novela en una retrospectiva realizada en 2009.

El estilo de Tropas del espacio ha recibido críticas variadas; lo más elogiado fueron las escenas de entrenamiento militar y combate. En una retrospectiva de 2009, Jo Walton escribió que la novela es «la ciencia ficción militar hecha extremadamente bien». También declaró: «Heinlein estaba absolutamente en su apogeo cuando escribió esto en 1959. Tenía tanto dominio estilístico técnico del oficio de escribir ciencia ficción que podía [contar la historia] “al revés y con tacones altos” y salirse con la suya». Otros se refirieron a la novela como muy legible y encontraron las escenas militares convincentes. Las descripciones de Heinlein sobre el entrenamiento, basadas en sus propias experiencias en el ejército, han sido consideradas muy bien escritas. Una reseña de 1960 en el New York Herald Tribune elogió los pasajes «brillantemente escritos» que describen el combate de infantería, y también llamó la atención ante la discusión sobre armas y armaduras, que, según otros críticos, demostró «el talento inalterable para la invención» de Heinlein. Por su parte, George Slusser describió el libro como la «épica de guerra espacial finalmente convincente», con hincapié particular en las armas y tácticas «imaginadas con precisión», mientras que una enciclopedia de ciencia ficción de 1979 se refirió a la novela como la «más hábil» en su lista de libros juveniles.
La crítica al estilo del libro se ha centrado en sus aspectos políticos; las discusiones de Heinlein sobre sus creencias políticas han sido descritas como «didácticas», y la novela ridiculizada por su «exposición insertada en grandes trozos indigeribles». Un análisis hecho en 2003 por el autor Ken MacLeod sobre la naturaleza política de Tropas del espacio concluyó que se trataba de «un libro donde la información cívica y los relatos de entrenamiento brutal en campos de entrenamiento superan con creces las escenas de combate delgadas y sin tensión». El científico y autor John Brunner lo comparó con un «libro victoriano para niños», mientras que en su manual Science Fiction Handbook (2009) afirmó que la novela proporciona «imágenes convincentes de un ejército futurista» y que plantea preguntas importantes, incluso para aquellos que no están de acuerdo con su ideología política. Sin embargo, declaró que la trama es tan débil como la historia de un encuentro extraterrestre, ya que no explora la sociedad alienígena en ningún detalle, pero presenta a los arácnidos como criaturas sin nombre y sin rostro que desean destruir a la humanidad. Boucher, fundador de The Magazine of Fantasy & Science Fiction, comentó en 1960 que Heinlein se había «olvidado de insertar una historia». Una revisión realizada en 1979 mencionó que, aunque la visión de Heinlein podría rayar en el fascismo, su narrativa estrictamente controlada hacía que su ideología pareciera «vibrantemente atractiva».

### Críticas al militarismo
Generalmente se considera que Tropas del espacio promueve el militarismo, así como la exaltación de la guerra y del ejército. Bruce Franklin se refirió a la novela como una «exaltación del servicio militar por todo lo alto que hace sonar la corneta y los tambores», y escribió que el militarismo y el imperialismo eran el mensaje explícito del libro. El escritor de ciencia ficción Dean McLaughlin lo llamó «un cartel de reclutamiento del tamaño de un libro». En 1968, el crítico Alexei Panshin calificó a Tropas del espacio como una polémica militarista y la comparó con una película de reclutamiento, afirmando que «pretende mostrar la vida de un soldado típico, con un comentario en la banda sonora del serio y sincero soldado Juan que interpreta lo que vemos». Panshin también declaró que no existe un «conflicto humano sostenido» en el libro, por el contrario «todos los soldados [...] son duros, inteligentes, competentes, de corte limpio, bien afeitados y nobles». Además, afirmó que Heinlein pasó por alto la realidad de la vida militar, y que el conflicto entre la Federación Terrana y los arácnidos existió simplemente porque «los soldados de la nave estelar no son ni la mitad de gloriosos sentados en sus traseros puliendo sus armas por décima vez por falta de algo más para hacer». Por su parte, George Slusser tildó a la novela de «equivocada y retrógrada», y mencionó que llamar a su ideología militarismo o imperialismo era inadecuado, ya que estas descripciones sugerían un motivo económico. Slusser, en cambio, dijo que Heinlein aboga por una completa «subyugación tecnológica de la naturaleza», de la cual los arácnidos son un símbolo, y que esta subyugación en sí misma se describe como un signo del avance humano.
Ian Shoales mencionó que la novela casi podría describirse como propaganda y, como resultado, era aterradora, particularmente por su opinión de que el campo de entrenamiento tenía que ser un ingrediente de cualquier civilización. Esto se describió como una visión utópica muy inusual. Moorcock comentó sobre las lecciones que Rico aprende en el campo de entrenamiento: «Las guerras son inevitables y el ejército siempre tiene la razón». Al discutir la utilidad del libro en las discusiones en el aula sobre la forma de gobierno, Alan Myers mencionó que su descripción del ejército es de «una naturaleza descaradamente chovinista de la Tierra». En palabras del estudioso de la ciencia ficción Darko Suvin, Tropas del espacio es un «un himno poco sutil, extremista, para combatir la vida», y un ejemplo de propaganda de agitación a favor de los valores militares.
Otros escritores defendieron a Heinlein. Por ejemplo, George Price argumentó que «[Heinlein] implica, primero, que la guerra es algo que se soporta, no se disfruta, y segundo, que es tan desagradable, tan desoladora, que debe mantenerse alejada a toda costa». Poul Anderson también defendió algunas de las posiciones de la novela, argumentando que «Heinlein ha reconocido el problema del sufragio selectivo contra el no selectivo, y su solución propuesta merece discusión». Se presentaron quejas contra Heinlein por la falta de servicio militar obligatorio en Tropas del espacio. Cuando escribió la novela, el reclutamiento militar todavía estaba en vigor en los Estados Unidos.

### Acusaciones de fascismo
La sociedad dentro del libro ha sido tildada de fascista. Según Science Fiction Handbook (2009), hizo que Heinlein se ganara una reputación de «fascista fanático y belicista». El académico Jeffrey Cass se ha referido a la ambientación del libro como «un fascismo continuamente sombrío». Cass también dijo que la novela hizo una analogía entre su conflicto militar y los de Estados Unidos después de la Segunda Guerra Mundial, y que justificó el imperialismo estadounidense en nombre de la lucha contra otra forma de dominación. Por otro lado, Jasper Goss se refirió al libro como «criptofascismo». Suvin comparó la sugerencia de Heinlein de que «todas las guerras surgen de la presión demográfica» con el concepto nazi de Lebensraum, que se utilizó para justificar la expansión territorial.
Algunos críticos han sugerido que Heinlein simplemente intentaba discutir los méritos del derecho a voto selectivo contra una no selectivo. Heinlein hizo una afirmación similar, más de dos décadas después de la publicación de Tropas del espacio, en Expanded Universe y afirmó además que el 95 % de los «veteranos» no eran personal militar, sino miembros del servicio civil. La propia descripción de Heinlein ha sido cuestionada, incluso entre los defensores del libro. El especialista en la obra Heinlein, James Gifford, ha argumentado que varias citas dentro de la novela sugieren que los personajes asumen que el Servicio Federal es en gran parte militar. Por ejemplo, cuando Rico le dice a su padre que está interesado en alistarse, este inmediatamente explica su creencia de que es una mala idea porque no hay una guerra en curso, lo que indica que ve al Servicio Federal una institución de naturaleza militar. Gifford afirmó que, aunque las intenciones de Heinlein pueden haber sido que el 95 % del Servicio Federal no fuera militar, en relación con el contenido real del libro, Heinlein «está equivocado en este punto».
En un texto de 1975, Dennis Showalter defendió Tropas del espacio, con el argumento de que la sociedad ficticia no contiene muchos elementos propios del fascismo. Según él, la novela no incluye la oposición abierta al bolchevismo y al liberalismo que se esperaría en una sociedad fascista. Otros han respondido diciendo que la afirmación de Showalter se basa en una lectura literal de la novela y que la historia exalta en gran medida el militarismo. Ken MacLeod declaró que el libro en realidad no aboga por el fascismo porque cualquiera que sea capaz de comprender el juramento del Servicio Federal puede alistarse y así obtener poder político. También afirmó que las obras de Heinlein son consistentemente liberales, pero cubren un espectro desde formas democráticas hasta elitistas de liberalismo; situó a Tropas del espacio en el último extremo del espectro. Se ha argumentado que el militarismo de Heinlein es más libertario que fascista, y que esta tendencia también está presente en otros de sus libros populares de la época, como Forastero en tierra extraña (1961) y La Luna es una cruel amante (1966). Este período de su obra ha recibido más atención crítica que cualquier otro, aunque continuó escribiendo hasta la década de 1980.

### Aparente utopía
Heinlein presenta el escenario del libro como una utopía; sus líderes se muestran como buenos y sabios, y la población como libre y próspera. George Slusser escribió en 1987 que Tropas del espacio representa un mundo que es «un infierno para los seres humanos», pero que, sin embargo, celebra la ideología de su sociedad ficticia. Se dice que los gobernantes son los mejores de la historia, pues entienden que la naturaleza humana es luchar por el poder mediante el uso de la fuerza. La idea de utopía no se desarrolla en profundidad, ya que las vidas de los que están fuera del ejército no se muestran en detalle. La novela sugiere que la filosofía militarista adoptada por muchos de los personajes tiene un respaldo matemático, aunque los críticos han comentado que Heinlein no presenta ninguna base para esto.
Escritores como Philip José Farmer, Robert A. W. Lowndes y Michael Moorcock han criticado la novela por ser una utopía hipotética, en el sentido de que, si bien las ideas de Heinlein suenan plausibles, nunca se han puesto a prueba. Moorcock escribió un ensayo titulado «Starship Stormtroopers» en el que atacaba a Heinlein y a otros autores por una «ficción utópica» similar. Lowndes acusó a Heinlein de utilizar falacias tipo hombre de paja, «contrarrestando ingeniosas medias verdades con brillantes medias verdades». Lowndes también argumentó que la Federación Terrana nunca podría ser tan idealista como Heinlein la describe, ya que nunca abordó adecuadamente «si [los no ciudadanos] tienen al menos una medida de reparación civil tan completa contra la injusticia oficial como la que tenemos hoy». Farmer estuvo de acuerdo y declaró: «Un mundo gobernado por veteranos estaría tan mal administrado, plagado de corrupción y loco como uno gobernado por hombres que nunca se han acercado al olor de la sangre y las tripas».

### Raza y género
Varios autores y críticos han declarado que la forma en que Heinlein retrata a los extraterrestres en Tropas del espacio tiene aspectos racistas, debido a que los apodos «bichos» y «flacuchos» tienen connotaciones étnicas. Según John Brunner, esto es como llamar a los coreanos «amarillos». Por su parte, Slusser argumentó que el término «bichos» es una palabra «abusiva y biológicamente inexacta» que justifica la violencia contra los seres extraterrestres, una tendencia que, según Slusser, el libro compartía con otra ciencia ficción de éxito comercial. Algunas de las otras obras de Heinlein también se han descrito como racistas, aunque Howard Bruce Franklin argumenta que esto no era exclusivo del autor, y que era menos racista que el gobierno estadounidense de la época. La primera novela de Heinlein, El día de pasado mañana, fue considerada un «himno racista» a un movimiento de resistencia blanca contra una horda asiática derivada del peligro amarillo. En 1978, Moorcock escribió que Tropas del espacio «estableció el patrón para las historias más ambiciosas, paternalistas y xenófobas» de Heinlein. Robert Lowndes sostiene que la guerra entre los terrícolas y los arácnidos no sería una búsqueda de la pureza racial, sino más bien de una extensión de la creencia de Heinlein de que el hombre es un animal salvaje. Según esta teoría, si el hombre carece de una brújula moral más allá de la voluntad de sobrevivir y se enfrenta a otra especie con una falta de moralidad similar, entonces el único resultado moral posible sería la guerra.
El hecho de que todos los pilotos de la novela sean mujeres —en contraste con la infantería, que es totalmente masculina— se ha citado como evidencia de políticas de género progresistas dentro de la historia, aunque la idea expresada por Rico de que las mujeres son la motivación de los hombres para luchar en el ejército es un ejemplo contrario a esto. Una enciclopedia de ciencia ficción publicada en 1996 sostuvo que, como gran parte de la ficción de Heinlein, Tropas del espacio ejemplificaba la «cultura masculina machista». Los soldados protésicamente mejorados de la novela han sido señalados como un ejemplo de la «hipermasculinidad» provocada por la proximidad de estos hombres a la tecnología. La historia retrata a los arácnidos como tan extraños que la única respuesta a ellos puede ser la guerra; las académicas feministas han descrito esta reacción como una «convencionalmente masculinista». Steffen Hantke ha relacionado los trajes mecanizados de la novela, que hacen que el usuario se parezca a un «gorila de acero», con una definición de la masculinidad: «Algo intensamente físico, basado en la fuerza animal, el instinto y la agresión». Así, en la lectura de Hantke, Tropas del espacio expresa temores de cómo se puede preservar la masculinidad en un entorno de alta tecnología. Este miedo se ve exacerbado por los motivos del embarazo y el parto que utiliza Heinlein al describir cómo los soldados con trajes son arrojados desde naves espaciales pilotadas por mujeres, según Hantke. A pesar de que Rico afirme que encuentra a las mujeres «maravillosas», no muestra ningún interés por la actividad sexual; la guerra parece haber apagado su libido.

## Influencia

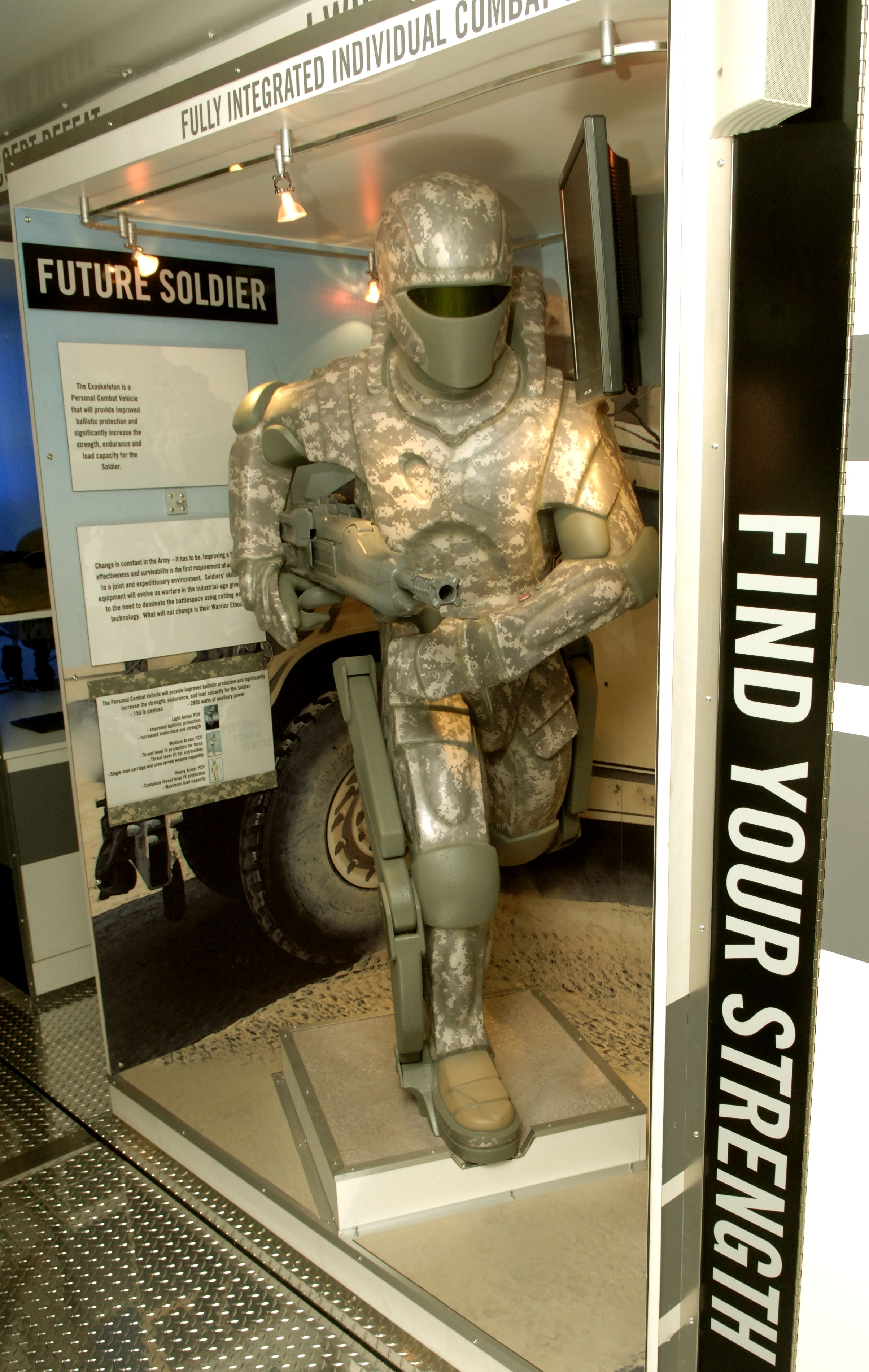
Un ejemplo de armadura motorizada, concepto popularizado por Tropas del espacio.

Los libros de Heinlein, y Tropas del espacio en particular, tuvieron un enorme impacto en la ciencia ficción política. El autor Ken MacLeod llegó a declarar que «la vertiente política [en la ciencia ficción] puede describirse como un diálogo con Heinlein», aunque muchos participantes en el tema no están de acuerdo con sus opiniones. El crítico de ciencia ficción Darko Suvin afirmó que Tropas del espacio es el «texto ancestral del militarismo de ciencia ficción estadounidense» y que dio forma al debate sobre el papel de los militares en la sociedad durante muchos años.
Además de sus puntos de vista políticos, las ideas de Heinlein sobre un ejército futurista contribuyeron en la elaboración de películas, libros y programas de televisión en años posteriores. Roger Beaumont sugirió que Tropas del espacio algún día podría ser considerado un manual para la guerra extraterrestre; Suvin se refirió a Juan Rico como el «soldado espacial arquetípico». Tropas del espacio incluyó conceptos de ingeniería militar que desde entonces han sido ampliamente utilizados en otras obras de ficción, y que ocasionalmente han sido paralelos a la investigación científica. La novela ha sido citada como la fuente de la idea de los exoesqueletos mecánicos, que se describen con gran detalle en la obra. Tales trajes se convirtieron en un elemento básico de la ciencia ficción militar y las franquicias que han empleado esta tecnología incluyen Halo, Elysium, District 9, Iron Man y Al filo del mañana. Durante el rodaje de la película de ciencia ficción Aliens, el director James Cameron pidió que los actores que interpretaban a los soldados espaciales leyeran Tropas del espacio para comprender su papel, y también citó la novela como un ejemplo para el lanzamiento espacial, y para términos como «caza de insectos», y el exoesqueleto del cargador.
Tropas del espacio tuvo una influencia directa en muchas historias de ciencia ficción posteriores. John Steakley afirmó que su novela Armor (1984) nació de la frustración con la pequeña cantidad de combate real presente en Tropas del espacio y porque quería que este aspecto se desarrollara más. El OVA de Top wo nerae! Gunbuster lanzado en 1988 tiene elementos de la trama similares a la novela de Heinlein, como la representación de la humanidad enfrentada a un ejército alienígena. Los expertos también han identificado elementos del impacto de Heinlein en El juego de Ender, de Orson Scott Card. Steffen Hantke, en particular, comparó la sala de batalla presente en la obra de Scott con los trajes protésicos de Heinlein, con la conclusión de que ambos regulan, pero también mejoran la agencia humana. Por su parte, Suvin sugirió la existencia de paralelismos entre las tramas de las dos novelas, con la sociedad humana en guerra contra alienígenas parecidos a insectos; también afirmó que la historia del personaje Ender Wiggin toma una dirección muy diferente, ya que este lamenta sus acciones genocidas y dedica sus esfuerzos por proteger a sus antiguos objetivos.
Por el contrario, la novela de ciencia ficción contra la guerra de Joe Haldeman, La guerra interminable (1974), ha sido identificada popularmente como una respuesta directa a Tropas del espacio, y aunque Haldeman ha declarado que en realidad es el resultado de sus experiencias personales en la guerra de Vietnam, admitió haber sido influenciado por la obra de Heinlein. Haldeman mencionó que no estaba de acuerdo con Tropas del espacio porque «exalta la guerra», pero agregó que «es una novela muy bien elaborada, y creo que Heinlein fue honesto con ella». La guerra interminable tiene varias similitudes con Tropas del espacio, como la ambientación. Los críticos lo han descrito como una reacción a la novela de Heinlein, una sugerencia que Haldeman niega; las dos novelas son muy diferentes en cuanto a su actitud hacia los militares. La guerra interminable no describe la guerra como una búsqueda noble, con los bandos claramente definidos como buenos y malos. En cambio, la novela explora el efecto deshumanizador de los conflictos bélicos, influido por el contexto del mundo real de la guerra de Vietnam. Haldeman recibió una carta de Heinlein en la que le felicitaba por su Premio Nebula. Según el escritor Spider Robinson, Heinlein se acercó a Haldeman en el banquete de premiación y dijo sobre el libro: «¡Puede ser la mejor historia de guerra futurista que haya leído!».
La novela de Harry Harrison Bill, the Galactic Hero (1965) también ha sido descrita como una reacción a Tropas del espacio, mientras que Naked to the Stars (1961), escrita por Gordon R. Dickson, ha sido llamada «una réplica obvia» a la obra de Heinlein. Asimismo, Ring of Swords (1993), de Eleanor Arnason, también describe una guerra entre dos especies altamente agresivas, de las cuales los humanos son una. La historia invierte deliberadamente varios aspectos de Tropas del espacio; los sucesos se cuentan desde un punto de vista diplomático que busca prevenir la guerra, en contraposición con los soldados que la libran, y el conflicto es el resultado de que las dos especies son extremadamente similares, en lugar de diferentes.

## Adaptaciones

### Cine

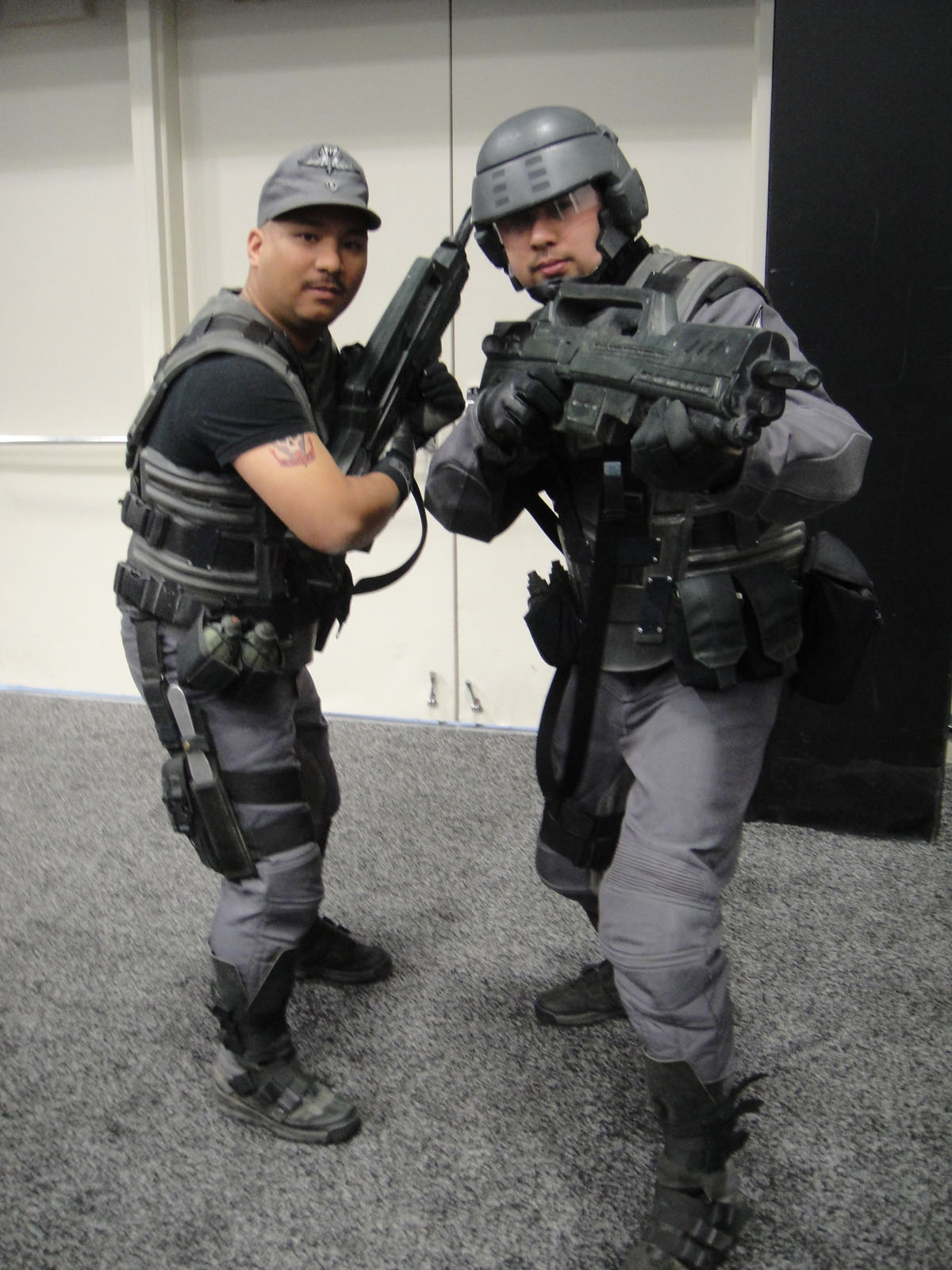
Cosplay de los uniformes presentes en las películas.

Los derechos cinematográficos de la novela se licenciaron en la década de 1990, varios años después de la muerte de Heinlein. El proyecto originalmente se tituló «Bug Hunt en Outpost Nine», y había estado en proceso antes de que los productores compraran los derechos de Tropas del espacio. Paul Verhoeven dirigió la película, que se estrenó en 1997 con el nombre Starship Troopers (Las brigadas del espacio en España e Invasión en Hispanoamérica). El guion, redactado por Edward Neumeier, reutilizó los nombres de los personajes y algunos detalles de la trama. A pesar de ello, en la película se incluyeron varios elementos que se diferencian del libro, como que los militares tienen relaciones sexuales. Tenía la intención declarada de tratar su material de manera irónica o sarcástica, para socavar la ideología política de la novela. Los trajes mecanizados que ocuparon un lugar destacado en la novela estaban ausentes en la película debido a limitaciones presupuestarias.
La película utilizó imágenes fascistas, incluida la representación del personal de la Federación Terrana con uniformes que recuerdan a los usados por las Schutzstaffel (SS), paramilitares nazis. Verhoeven declaró en 1997 que la primera escena de la película, un anuncio de la Infantería Móvil, se adaptó toma por toma de una escena de El triunfo de la voluntad (1935), específicamente un mitin al aire libre para el Reichsarbeitsdienst. Otras referencias al nazismo incluyen arquitectura similar a la de Albert Speer y el diálogo propagandístico «¡La violencia es la autoridad suprema!». Según Verhoeven, las referencias reflejan su propia experiencia en los Países Bajos ocupados por los nazis durante la Segunda Guerra Mundial.
El filme reavivó el debate sobre la naturaleza de la sociedad terrícola en el mundo de Heinlein, y varios críticos acusaron a Verhoeven de crear un universo fascista. Otros, y el propio Verhoeven, han declarado que pretendía ser irónica y criticar el fascismo. La película también ha sido identificada como una crítica al jingoísmo estadounidense, a los complejos industrial-militar y a la sociedad, que eleva la violencia por encima de la sensibilidad. Recibió varias críticas negativos por no ser sofisticada y estar dirigida a un público juvenil, aunque algunos estudiosos y revisores también han apoyado su descripción como satírica. La ausencia de la tecnología de armadura motorizada provocó opiniones negativas entre los fanáticos, a la par que se cuestionó el éxito del esfuerzo de la película por criticar la ideología de la novela.
Posteriormente se lanzaron cuatro secuelas: Starship Troopers 2: Hero of the Federation (2004), Starship Troopers 3: Marauder (2008), Starship Troopers: Invasión (2012) y Starship Troopers: El traidor de Marte (2017). En diciembre de 2011, Neal H. Moritz, productor de filmes como la saga The Fast and the Furious y Soy leyenda, anunció planes para una nueva versión de la película que, según él, será más fiel al material original que las demás. En 2016, Mark Swift y Damian Shannonse informaron que estaban escribiendo la película. Por otro lado, varios comentaristas han sugerido que un reinicio sería tan controvertido como el libro original.

### Otros medios
Entre octubre y diciembre de 1988, Sunrise y Bandai Visual produjeron seis animaciones de vídeo original (OVA) bajo el título Uchū no Senshi e incluyeron una servoarmadura de la Infantería Móvil diseñada por Kazutaka Miyatake. Dark Horse Comics, Mongoose Publishing y Markosia tienen la licencia para crear productos basados en Tropas del espacio; algunos de los escritores de Dark Horse que han hecho historietas son Warren Ellis, Gordon Rennie y Jan Strnad. Avalon Hill publicó en 1976 un juego de guerra con un mapa que presenta una serie de escenarios descritos en la novela. En 1998, Mythic Entertainment lanzó Starship Troopers: Battlespace, un videojuego en línea en el que los usuarios luchan entre sí en un combate espacial; se desarrolló junto con la adaptación cinematográfica. Por su parte, Mongoose sacó Starship Troopers: The Miniatures Game en 2005, un juego de guerra en miniatura que usa material de la novela, la película y la serie de televisión animada. Spectre Media lanzó en 2012 Starship Troopers: Invasion Mobile Infantry, un videojuego para PC.